# Pterocles alchata
La grandule mediterranea, grandule comune o semplicemente grandule (Pterocles alchata (Linnaeus, 1766)) è una specie della famiglia degli Pteroclidi originaria di Europa meridionale, Nordafrica e Asia sud-occidentale.

## Descrizione

### Dimensioni
Misura 31-39 cm di lunghezza, per un peso di circa 250-408 g nel maschio e 207-370 nella femmina. L'apertura alare è di 54-65 cm.

### Aspetto
La grandule mediterranea è un robusto uccello di medie dimensioni, dalla colorazione generale criptica, con un misto di macchie e strisce verdi oliva, marroni, beige, gialle, grigie e nere. Le regioni inferiori e le zampe ricoperte di piume sono di colore bianco sporco.

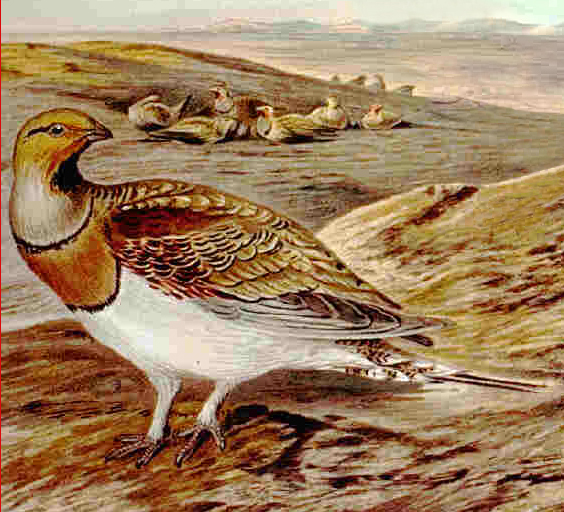
Grandule mediterranea.

I sessi sono differenti, e il piumaggio del maschio varia a seconda del periodo dell'anno. Durante la stagione riproduttiva, ha il vertice, la maggior parte del collo, il dorso e le copritrici del sottoala di colore verde-giallastro, con macchie giallo opache nella regione scapolare. Anche le guance sono gialle, con una sottile striscia nera che si estende dal becco, attraverso l'occhio, fino alla nuca. L'iride è marrone e il becco è grigio ardesia. Sulla gola, immediatamente sotto il becco, è presente una macchia nera, sotto la quale, attorno al petto, si trova una larga banda bruno-rossastra, delimitata sopra e sotto da una sottile striscia nera. Le copritrici alari esterne sono castane, con margini bianchi e neri, e le primarie sono nere con margini chiari: ciò fa sì che in volo sia il margine anteriore dell'ala che quello posteriore appaiano bordati di nero. Il groppone e la coda sono screziati da barre nere e giallo-brunastre e le lunghe timoniere centrali sono grigio ardesia. Al di fuori della stagione riproduttiva, tutte le parti superiori, compresi vertice e guance, sono barrati di nero e giallo-brunastro, mentre la macchia nera sulla gola scompare, divenendo biancastra.
La femmina è generalmente simile al maschio, ma ha una colorazione più spenta. Le guance e il collo sono di colore beige-oro e sono privi dei riflessi verdastri presenti nel maschio. Attraverso l'occhio corre una striscia nera. Il mento è bianco e sul petto si trova un'ulteriore fascia giallo-beige con un'ampia striscia nera sopra, un'altra più sottile a circa un terzo della discesa e un'ulteriore striscia nera sottile alla base. Il dorso e le ali sono grigi, barrati di nero. Il groppone e la coda (che presenta timoniere centrali più corte di quelle del maschio) hanno una colorazione simile a quella del maschio, ma presentano barre nere più sottili.
I maschi della sottospecie orientale, P. a. caudacutus, hanno le regioni inferiori di un colore più spento rispetto agli uccelli europei, e le femmine hanno copritrici alari bianche invece che gialle. In volo, la grandule mediterranea può essere facilmente identificata grazie alla brillante colorazione bianca delle regioni inferiori e del sottoala, e per le lunghe timoniere centrali della coda.

### Voce
Quando è a terra, la grandule mediterranea è generalmente silenziosa, ma in aria comunica con i conspecifici con un forte kattar-kattar emesso frequentemente, un ga-ga-ga nasale e un gang gang di bassa intensità.

## Comportamento
Al di fuori della stagione riproduttiva, le granduli mediterranee vagano per gli spazi aperti in stormi numerosi. Questi densi raggruppamenti sono costituiti da adulti e da numerosi giovani che cercano in primavera i luoghi ove potersi abbeverare. Nel mese di marzo, queste bande si sciolgono e ad aprile è possibile osservare le prime coppie stabilitesi. Comunque, non è raro vedere numerose coppie che nidificano a poca distanza l'una dall'altra. Tuttavia, nel mese di maggio, vi sono ancora dei piccoli gruppi e bisognerà attendere la fine del mese perché anche questi si disgreghino completamente. La stagione degli amori inizia spesso con l'avvento delle piogge primaverili. I maschi cominciano quindi il tradizionale inseguimento delle femmine, con la testa abbassata e la coda eretta e in parte aperta a ventaglio. Questi rituali di solito hanno luogo durante il mese di maggio, ma covate precoci si possono trovare già a partire dalla seconda metà del mese di aprile.
In Spagna, le popolazioni di granduli mediterranee sono considerate sedentarie, anche se sono soggette a brevi spostamenti in autunno e inverno. Solo in casi eccezionali, comunque, si allontanano dai loro soliti territori di nidificazione.

### Volo
Durante la parata nuziale, questi uccelli volano rapidamente ed effettuano forti accelerazioni. Le ali emettono allora fischi come quelle delle tortore.

### Alimentazione
Quasi tutta la dieta di questa specie è costituita da sostanze di origine vegetale. La grandule mediterranea mangia soprattutto semi, erbe, piante selvatiche e chicchi di cereali. Occasionalmente, becchetta anche foglie verdi e gemme. Nel continente africano e nei deserti arabici, dove le risorse alimentari sono scarse, recupera i semi che trova negli escrementi dei cammelli. Come i galliformi, inghiotte una grande quantità di sabbia e piccoli sassolini al fine di facilitare la digestione.

### Riproduzione

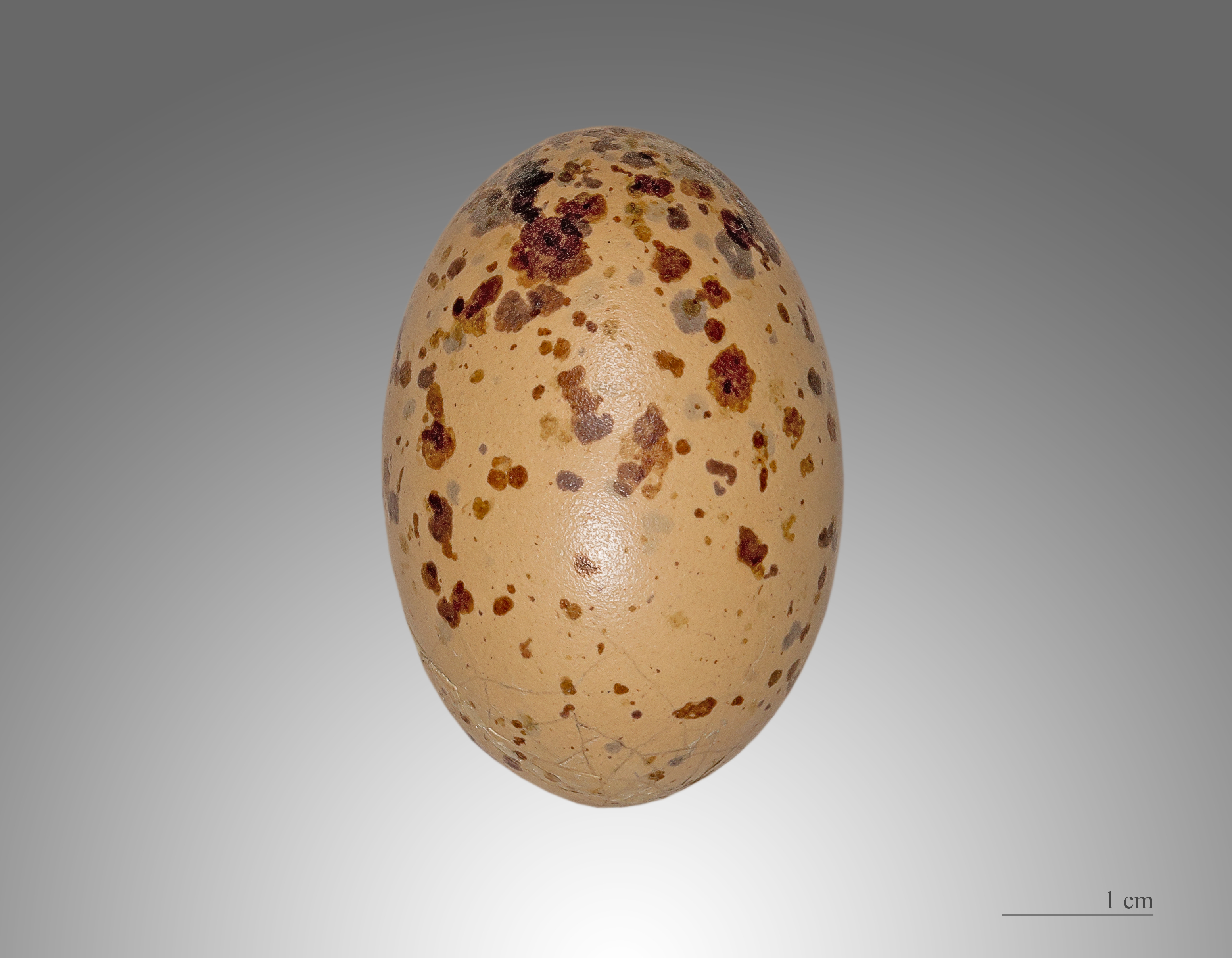
Uovo di Pterocles alchata.

Le granduli mediterranee non costruiscono un nido. Si accontentano di depositare le loro uova in una piccola cavità naturale del terreno. È stato riferito che, nei deserti africani, arrivino talvolta a lasciare le loro uova nell'impronta dello zoccolo di un cammello. In Spagna, la grandule scava più frequentemente un buco accanto ad un cespuglio o ad un arbusto o in una zona ben esposta al sole. Questa depressione scavata nella terra o nella sabbia non supera mai 10-15 centimetri di diametro e 1-4 centimetri di profondità. Il suo interno non è coperto con alcun materiale, tranne in rari casi quando l'uccello vuole proteggere il nido dal vento. La femmina di solito depone tre uova, che vanno dal bianco-grigio o dal marrone chiaro al rosa con delle macchie bruno scure, marroni, rossastre o grigio chiare. Le uova vengono deposte nel giro di 24 ore, e la femmina inizia a covare non appena la deposizione della covata è completa. I maschi si tengono nelle vicinanze e subentrano alla femmina non appena questa lascia il nido in serata per placare la sete. I maschi sono dotati di placche incubatrici, mentre le femmine, che covano esclusivamente di giorno, quando le temperature sono molto elevate, devono fare attenzione affinché le uova non siano calcinate dal sole.
Le uova si schiudono dopo 19 o 20 giorni, contemporaneamente o nel giro di 48 ore al massimo. I pulcini sono ricoperti da un piumaggio mimetico bruno-giallastro e beige, con strisce nere più o meno visibili sulla parte superiore. Non appena il loro piumino si è asciugato, nel giro di 12-24 ore, lasciano il nido, seguono gli adulti e si nascondono nella boscaglia, nutrendosi da soli e becchettando per terra. Dopo tre settimane, hanno già sviluppato delle corte ali e acquisito la totalità del piumaggio giovanile. Non appena sono autosufficienti, formano piccoli gruppi familiari che vanno in cerca di luoghi adatti per abbeverarsi in compagnia dei genitori.

## Distribuzione e habitat
La grandule mediterranea nidifica in Nordafrica e Medio Oriente, Turchia, Iran, Iraq e Kazakistan. In Europa nidifica in Spagna, Portogallo e nelle regioni meridionali della Francia. Le popolazioni orientali, specialmente quelle del Kazakistan, migrano verso il Pakistan e alcune aree dell'India settentrionale durante l'inverno.
Frequenta zone aperte ricoperte da terreni sassosi, zone semiaride ai margini dei deserti, pianure prive di alberi e, più raramente, distese di fango ormai prosciugate. In inverno può visitare terreni arati o incolti, ma preferisce i terreni sabbiosi ed è molto meno dipendente da una copertura vegetativa della ganga (Pterocles orientalis), specie che occupa un areale simile. Non si spinge mai al di sopra dei 1000 metri di quota.

## Tassonomia
Ne vengono riconosciute due sottospecie:
- P. a. alchata (Linnaeus, 1766), diffusa nella penisola iberica e nella Francia sud-orientale;

- P. a. caudacutus (S. G. Gmelin, 1774), presente nell'Africa nord-occidentale (dal Marocco alla Libia settentrionale), nella Turchia sud-orientale e nel Medio Oriente, attraverso Iraq e Iran, fino all'Uzbekistan e al Kazakistan meridionale; a differenza della sottospecie europea, che è stanziale, ha abitudini migratorie e d'inverno sverna più a sud, in Arabia centrale, Pakistan e India nord-occidentale.

## Conservazione
La grandule mediterranea è classificata come «specie a rischio minimo» (Least Concern) da BirdLife International. Occupa infatti un areale molto vasto e la sua popolazione, stimata tra 130.000 e 1.500.000 unità, è considerata stabile. L'areale sembra essere addirittura in espansione nelle regioni sud-orientali della Turchia, forse a causa dei cambiamenti climatici. Tuttavia, le popolazioni in alcune zone dell'Europa stanno diminuendo a causa dei cambiamenti nella produzione agricola. La specie rimane comune in Spagna, ma nell'unica località rimasta nel sud della Francia dove questa è presente, a La Crau, nel 2002 rimanevano solo circa 170 coppie, mentre nello stesso anno in Portogallo c'erano meno di 100 coppie di uccelli nidificanti.